# Bernissart
Bernissart là một đô thị ở tỉnh Hainaut. Tại thời điểm ngày 1 tháng 1 năm 2006, Bernissart có dân số 11.458 người. Tổng diện tích là 43,42 km², với mật độ dân số là 264 người trên mỗi km².
Năm 1878, nhiều bộ xương Iguanodon đã được phát hiện ở một mỏ than, 322 m dưới lòng đất. Các bộ xương khủng long này hiện đang được trưng bày tại Viện Khoa học tự nhiên Hoàng gia Bỉ.